# Fadhila Louati
Fadhila Louati, née le 3 mars 1979 à Tunis, est une lutteuse tunisienne. De petite taille et de poids mouche (moins de 48 kg), elle se caractérise par sa ténacité et sa concentration. Elle s'entraîne au Centre intégré de Radès.
Elle remporte le titre de championne d'Afrique de lutte en 1998, 2002, 2003 et 2004. Elle est également médaillée d'or aux Jeux africains de 1999 et de 2003 ainsi qu'aux Jeux méditerranéens de 2001.
Elle a également participé aux Jeux olympiques d'été de 2004 à Athènes, finissant à la 14e place.